# Evangelischer Rundfunkdienst Baden
Der Evangelische Rundfunkdienst Baden (ERB gGmbH) ist ein Medienunternehmen der Evangelischen Landeskirche in Baden. Das zu 100 % im Besitz der Landeskirche befindliche Unternehmen ist als gemeinnützig anerkannt und hat seinen Sitz in Karlsruhe. Geschäftsführer ist Christian Besau.
Der ERB wurde 1987 zunächst als Redaktion für Kirche und Diakonie der Evangelischen Landeskirche in Baden gegründet, 1997 entstand daraus die ERB gGmbH. Das gemeinnützige Medienunternehmen arbeitet in den Bereichen Audio und Bewegtbild als Agentur für die Evangelische Landeskirche in Baden. Der ERB steht redaktionell in engem Austausch mit der landeskirchlichen Abteilung für Kommunikation, verantwortet sein Programm jedoch presserechtlich selbständig. Ein Aufsichtsrat, dem Mitglieder der Kirchenleitung und der Landessynode angehören, begleitet die Arbeit. 
Geschäftsfelder sind Hörfunk und Fernsehen. Inhaltlich werden Themen aus Kirche, Diakonie und Gesellschaft sowie soziale, ethische und religiöse Fragen behandelt.
Die ERB gGmbH produziert zahlreiche Sendungen für die privaten Hörfunk- und Fernsehsender im Landesteil Baden (von Baden-Württemberg). Mehrere dieser Produktionen wurden mit Preisen ausgezeichnet. 
Im Dezember 1995 hat der ERB aufgrund der Anregung durch ein gemeinsames Symposium mit der Landesanstalt für Kommunikation Baden-Württemberg (LfK) eine erste Website online gestellt, die bis April 1998 zugleich als Internetauftritt der Badischen Landeskirche diente.